# Bandikut pouštní
Bandikut pouštní (Perameles eremiana) je vyhynulý druh vačnatce z řádu bandikutů.

## Popis
Bandikut pouštní dosahoval délky těla 240 až 280 mm a délky ocasu 120 až 140 mm. Tělesná hmotnost činila asi 250 g. Vyznačoval se relativně dlouhýma ušima, jež mu pomáhaly regulovat teplotu v pouštních oblastech, a ochlupenými chodidly. Osrstění se pohybovalo v matně oranžových, rezavých a hnědých odstínech, s tmavším středem hřbetu a jedním či dvěma tmavými pruhy na zádi. Spodní partie těla byly bílé, ocas svrchu tmavý, na bocích a spodní části taktéž bělavý.
Samostatný druhový status bandikuta pouštního je sporný; uvádí se, že jde o blízce příbuznou, či dokonce konspecifickou formu s Perameles bougainville (bandikut páskovaný).

## Ekologie a vyhynutí
Bandikut pouštní se vyskytoval v aridních oblastech dnešního jižního Severního teritoria, severní Jižní Austrálie a jihovýchodní Západní Austrálie. Jeho domovinou byly písečné a kamenité pouště s travnatou vegetací (Triodia sp., Spinifex sp.). Šlo o nočního živočicha, pravděpodobně všežravého, v jehož jídelníčku dominovali zvláště termiti, mravenci (především „medonoši“) a larvy brouků. Přes den bandikuti odpočívali v pozemním hnízdě vystlaném trávou a větvičkami, jež mělo vstupní i únikový otvor. Vrh čítal 2 mláďata, ačkoli samice měla 8 struků.
V průběhu 19. a 20. století postihlo pouštní býložravce a všežravce Austrálie rozsáhlé vymírání, a to v případě zvířat v tzv. kritickém hmotnostním rozmezí 35 až 5 500 g. Poslední potvrzený exemplář bandikuta byl ve volné přírodě uloven v roce 1943, nicméně některá pozorování původních obyvatel svědčí pro delší přežívání tohoto druhu – místní od jezera Mackay zde prý bandikuty lovili pro maso ještě na konci 60. let. Příčiny vyhynutí nejsou zcela ozřejmené, zřejmě šlo o kombinaci vlivu zavlečení lišek, koček a králíků a změn v požárních cyklech.